# Via Claudia Nova
Die Via Claudia Nova war eine Staatsstraße (via publica) des Römischen Reiches.
Der Bau der Straße wurde von Kaiser Claudius veranlasst. Sie verband Foruli mit der Via Claudia Valeria an der Station Ad confluentes.